# 1640
Portal Geschichte | Portal Biografien | Aktuelle Ereignisse | Jahreskalender | Tagesartikel

◄ |
16. Jahrhundert |
17. Jahrhundert
| 18. Jahrhundert | ►

◄ |
1610er |
1620er |
1630er |
1640er
| 1650er | 1660er | 1670er | ►

◄◄ |
◄ |
1636 |
1637 |
1638 |
1639 |
1640
| 1641 | 1642 | 1643 | 1644 | ► | ►►
Staatsoberhäupter  · Nekrolog   · Musikjahr
| Januar | Januar | Januar | Januar | Januar | Januar | Januar | Januar |
| Kw     | Mo     | Di     | Mi     | Do     | Fr     | Sa     | So     |
| ------ | ------ | ------ | ------ | ------ | ------ | ------ | ------ |
| 52     |        |        |        |        |        |        | 1      |
| 1      | 2      | 3      | 4      | 5      | 6      | 7      | 8      |
| 2      | 9      | 10     | 11     | 12     | 13     | 14     | 15     |
| 3      | 16     | 17     | 18     | 19     | 20     | 21     | 22     |
| 4      | 23     | 24     | 25     | 26     | 27     | 28     | 29     |
| 5      | 30     | 31     |        |        |        |        |        |

| Februar | Februar | Februar | Februar | Februar | Februar | Februar | Februar |
| Kw      | Mo      | Di      | Mi      | Do      | Fr      | Sa      | So      |
| ------- | ------- | ------- | ------- | ------- | ------- | ------- | ------- |
| 5       |         |         | 1       | 2       | 3       | 4       | 5       |
| 6       | 6       | 7       | 8       | 9       | 10      | 11      | 12      |
| 7       | 13      | 14      | 15      | 16      | 17      | 18      | 19      |
| 8       | 20      | 21      | 22      | 23      | 24      | 25      | 26      |
| 9       | 27      | 28      | 29      |         |         |         |         |

| März | März | März | März | März | März | März | März |
| Kw   | Mo   | Di   | Mi   | Do   | Fr   | Sa   | So   |
| ---- | ---- | ---- | ---- | ---- | ---- | ---- | ---- |
| 9    |      |      |      | 1    | 2    | 3    | 4    |
| 10   | 5    | 6    | 7    | 8    | 9    | 10   | 11   |
| 11   | 12   | 13   | 14   | 15   | 16   | 17   | 18   |
| 12   | 19   | 20   | 21   | 22   | 23   | 24   | 25   |
| 13   | 26   | 27   | 28   | 29   | 30   | 31   |      |

| April | April | April | April | April | April | April | April |
| Kw    | Mo    | Di    | Mi    | Do    | Fr    | Sa    | So    |
| ----- | ----- | ----- | ----- | ----- | ----- | ----- | ----- |
| 13    |       |       |       |       |       |       | 1     |
| 14    | 2     | 3     | 4     | 5     | 6     | 7     | 8     |
| 15    | 9     | 10    | 11    | 12    | 13    | 14    | 15    |
| 16    | 16    | 17    | 18    | 19    | 20    | 21    | 22    |
| 17    | 23    | 24    | 25    | 26    | 27    | 28    | 29    |
| 18    | 30    |       |       |       |       |       |       |

| Mai | Mai | Mai | Mai | Mai | Mai | Mai | Mai |
| Kw  | Mo  | Di  | Mi  | Do  | Fr  | Sa  | So  |
| --- | --- | --- | --- | --- | --- | --- | --- |
| 18  |     | 1   | 2   | 3   | 4   | 5   | 6   |
| 19  | 7   | 8   | 9   | 10  | 11  | 12  | 13  |
| 20  | 14  | 15  | 16  | 17  | 18  | 19  | 20  |
| 21  | 21  | 22  | 23  | 24  | 25  | 26  | 27  |
| 22  | 28  | 29  | 30  | 31  |     |     |     |

| Juni | Juni | Juni | Juni | Juni | Juni | Juni | Juni |
| Kw   | Mo   | Di   | Mi   | Do   | Fr   | Sa   | So   |
| ---- | ---- | ---- | ---- | ---- | ---- | ---- | ---- |
| 22   |      |      |      |      | 1    | 2    | 3    |
| 23   | 4    | 5    | 6    | 7    | 8    | 9    | 10   |
| 24   | 11   | 12   | 13   | 14   | 15   | 16   | 17   |
| 25   | 18   | 19   | 20   | 21   | 22   | 23   | 24   |
| 26   | 25   | 26   | 27   | 28   | 29   | 30   |      |

| Juli | Juli | Juli | Juli | Juli | Juli | Juli | Juli |
| Kw   | Mo   | Di   | Mi   | Do   | Fr   | Sa   | So   |
| ---- | ---- | ---- | ---- | ---- | ---- | ---- | ---- |
| 26   |      |      |      |      |      |      | 1    |
| 27   | 2    | 3    | 4    | 5    | 6    | 7    | 8    |
| 28   | 9    | 10   | 11   | 12   | 13   | 14   | 15   |
| 29   | 16   | 17   | 18   | 19   | 20   | 21   | 22   |
| 30   | 23   | 24   | 25   | 26   | 27   | 28   | 29   |
| 31   | 30   | 31   |      |      |      |      |      |

| August | August | August | August | August | August | August | August |
| Kw     | Mo     | Di     | Mi     | Do     | Fr     | Sa     | So     |
| ------ | ------ | ------ | ------ | ------ | ------ | ------ | ------ |
| 31     |        |        | 1      | 2      | 3      | 4      | 5      |
| 32     | 6      | 7      | 8      | 9      | 10     | 11     | 12     |
| 33     | 13     | 14     | 15     | 16     | 17     | 18     | 19     |
| 34     | 20     | 21     | 22     | 23     | 24     | 25     | 26     |
| 35     | 27     | 28     | 29     | 30     | 31     |        |        |

| September | September | September | September | September | September | September | September |
| Kw        | Mo        | Di        | Mi        | Do        | Fr        | Sa        | So        |
| --------- | --------- | --------- | --------- | --------- | --------- | --------- | --------- |
| 35        |           |           |           |           |           | 1         | 2         |
| 36        | 3         | 4         | 5         | 6         | 7         | 8         | 9         |
| 37        | 10        | 11        | 12        | 13        | 14        | 15        | 16        |
| 38        | 17        | 18        | 19        | 20        | 21        | 22        | 23        |
| 39        | 24        | 25        | 26        | 27        | 28        | 29        | 30        |

| Oktober | Oktober | Oktober | Oktober | Oktober | Oktober | Oktober | Oktober |
| Kw      | Mo      | Di      | Mi      | Do      | Fr      | Sa      | So      |
| ------- | ------- | ------- | ------- | ------- | ------- | ------- | ------- |
| 40      | 1       | 2       | 3       | 4       | 5       | 6       | 7       |
| 41      | 8       | 9       | 10      | 11      | 12      | 13      | 14      |
| 42      | 15      | 16      | 17      | 18      | 19      | 20      | 21      |
| 43      | 22      | 23      | 24      | 25      | 26      | 27      | 28      |
| 44      | 29      | 30      | 31      |         |         |         |         |

| November | November | November | November | November | November | November | November |
| Kw       | Mo       | Di       | Mi       | Do       | Fr       | Sa       | So       |
| -------- | -------- | -------- | -------- | -------- | -------- | -------- | -------- |
| 44       |          |          |          | 1        | 2        | 3        | 4        |
| 45       | 5        | 6        | 7        | 8        | 9        | 10       | 11       |
| 46       | 12       | 13       | 14       | 15       | 16       | 17       | 18       |
| 47       | 19       | 20       | 21       | 22       | 23       | 24       | 25       |
| 48       | 26       | 27       | 28       | 29       | 30       |          |          |

| Dezember | Dezember | Dezember | Dezember | Dezember | Dezember | Dezember | Dezember |
| Kw       | Mo       | Di       | Mi       | Do       | Fr       | Sa       | So       |
| -------- | -------- | -------- | -------- | -------- | -------- | -------- | -------- |
| 48       |          |          |          |          |          | 1        | 2        |
| 49       | 3        | 4        | 5        | 6        | 7        | 8        | 9        |
| 50       | 10       | 11       | 12       | 13       | 14       | 15       | 16       |
| 51       | 17       | 18       | 19       | 20       | 21       | 22       | 23       |
| 52       | 24       | 25       | 26       | 27       | 28       | 29       | 30       |
| 1        | 31       |          |          |          |          |          |          |

| Januar | Januar | Januar | Januar | Januar | Januar | Januar | Januar |
| Kw     | Mo     | Di     | Mi     | Do     | Fr     | Sa     | So     |
| ------ | ------ | ------ | ------ | ------ | ------ | ------ | ------ |
| 52     |        |        |        |        |        |        | 1      |
| 1      | 2      | 3      | 4      | 5      | 6      | 7      | 8      |
| 2      | 9      | 10     | 11     | 12     | 13     | 14     | 15     |
| 3      | 16     | 17     | 18     | 19     | 20     | 21     | 22     |
| 4      | 23     | 24     | 25     | 26     | 27     | 28     | 29     |
| 5      | 30     | 31     |        |        |        |        |        |

| Februar | Februar | Februar | Februar | Februar | Februar | Februar | Februar |
| Kw      | Mo      | Di      | Mi      | Do      | Fr      | Sa      | So      |
| ------- | ------- | ------- | ------- | ------- | ------- | ------- | ------- |
| 5       |         |         | 1       | 2       | 3       | 4       | 5       |
| 6       | 6       | 7       | 8       | 9       | 10      | 11      | 12      |
| 7       | 13      | 14      | 15      | 16      | 17      | 18      | 19      |
| 8       | 20      | 21      | 22      | 23      | 24      | 25      | 26      |
| 9       | 27      | 28      | 29      |         |         |         |         |

| März | März | März | März | März | März | März | März |
| Kw   | Mo   | Di   | Mi   | Do   | Fr   | Sa   | So   |
| ---- | ---- | ---- | ---- | ---- | ---- | ---- | ---- |
| 9    |      |      |      | 1    | 2    | 3    | 4    |
| 10   | 5    | 6    | 7    | 8    | 9    | 10   | 11   |
| 11   | 12   | 13   | 14   | 15   | 16   | 17   | 18   |
| 12   | 19   | 20   | 21   | 22   | 23   | 24   | 25   |
| 13   | 26   | 27   | 28   | 29   | 30   | 31   |      |

| April | April | April | April | April | April | April | April |
| Kw    | Mo    | Di    | Mi    | Do    | Fr    | Sa    | So    |
| ----- | ----- | ----- | ----- | ----- | ----- | ----- | ----- |
| 13    |       |       |       |       |       |       | 1     |
| 14    | 2     | 3     | 4     | 5     | 6     | 7     | 8     |
| 15    | 9     | 10    | 11    | 12    | 13    | 14    | 15    |
| 16    | 16    | 17    | 18    | 19    | 20    | 21    | 22    |
| 17    | 23    | 24    | 25    | 26    | 27    | 28    | 29    |
| 18    | 30    |       |       |       |       |       |       |

| Mai | Mai | Mai | Mai | Mai | Mai | Mai | Mai |
| Kw  | Mo  | Di  | Mi  | Do  | Fr  | Sa  | So  |
| --- | --- | --- | --- | --- | --- | --- | --- |
| 18  |     | 1   | 2   | 3   | 4   | 5   | 6   |
| 19  | 7   | 8   | 9   | 10  | 11  | 12  | 13  |
| 20  | 14  | 15  | 16  | 17  | 18  | 19  | 20  |
| 21  | 21  | 22  | 23  | 24  | 25  | 26  | 27  |
| 22  | 28  | 29  | 30  | 31  |     |     |     |

| Juni | Juni | Juni | Juni | Juni | Juni | Juni | Juni |
| Kw   | Mo   | Di   | Mi   | Do   | Fr   | Sa   | So   |
| ---- | ---- | ---- | ---- | ---- | ---- | ---- | ---- |
| 22   |      |      |      |      | 1    | 2    | 3    |
| 23   | 4    | 5    | 6    | 7    | 8    | 9    | 10   |
| 24   | 11   | 12   | 13   | 14   | 15   | 16   | 17   |
| 25   | 18   | 19   | 20   | 21   | 22   | 23   | 24   |
| 26   | 25   | 26   | 27   | 28   | 29   | 30   |      |

| Juli | Juli | Juli | Juli | Juli | Juli | Juli | Juli |
| Kw   | Mo   | Di   | Mi   | Do   | Fr   | Sa   | So   |
| ---- | ---- | ---- | ---- | ---- | ---- | ---- | ---- |
| 26   |      |      |      |      |      |      | 1    |
| 27   | 2    | 3    | 4    | 5    | 6    | 7    | 8    |
| 28   | 9    | 10   | 11   | 12   | 13   | 14   | 15   |
| 29   | 16   | 17   | 18   | 19   | 20   | 21   | 22   |
| 30   | 23   | 24   | 25   | 26   | 27   | 28   | 29   |
| 31   | 30   | 31   |      |      |      |      |      |

| August | August | August | August | August | August | August | August |
| Kw     | Mo     | Di     | Mi     | Do     | Fr     | Sa     | So     |
| ------ | ------ | ------ | ------ | ------ | ------ | ------ | ------ |
| 31     |        |        | 1      | 2      | 3      | 4      | 5      |
| 32     | 6      | 7      | 8      | 9      | 10     | 11     | 12     |
| 33     | 13     | 14     | 15     | 16     | 17     | 18     | 19     |
| 34     | 20     | 21     | 22     | 23     | 24     | 25     | 26     |
| 35     | 27     | 28     | 29     | 30     | 31     |        |        |

| September | September | September | September | September | September | September | September |
| Kw        | Mo        | Di        | Mi        | Do        | Fr        | Sa        | So        |
| --------- | --------- | --------- | --------- | --------- | --------- | --------- | --------- |
| 35        |           |           |           |           |           | 1         | 2         |
| 36        | 3         | 4         | 5         | 6         | 7         | 8         | 9         |
| 37        | 10        | 11        | 12        | 13        | 14        | 15        | 16        |
| 38        | 17        | 18        | 19        | 20        | 21        | 22        | 23        |
| 39        | 24        | 25        | 26        | 27        | 28        | 29        | 30        |

| Oktober | Oktober | Oktober | Oktober | Oktober | Oktober | Oktober | Oktober |
| Kw      | Mo      | Di      | Mi      | Do      | Fr      | Sa      | So      |
| ------- | ------- | ------- | ------- | ------- | ------- | ------- | ------- |
| 40      | 1       | 2       | 3       | 4       | 5       | 6       | 7       |
| 41      | 8       | 9       | 10      | 11      | 12      | 13      | 14      |
| 42      | 15      | 16      | 17      | 18      | 19      | 20      | 21      |
| 43      | 22      | 23      | 24      | 25      | 26      | 27      | 28      |
| 44      | 29      | 30      | 31      |         |         |         |         |

| November | November | November | November | November | November | November | November |
| Kw       | Mo       | Di       | Mi       | Do       | Fr       | Sa       | So       |
| -------- | -------- | -------- | -------- | -------- | -------- | -------- | -------- |
| 44       |          |          |          | 1        | 2        | 3        | 4        |
| 45       | 5        | 6        | 7        | 8        | 9        | 10       | 11       |
| 46       | 12       | 13       | 14       | 15       | 16       | 17       | 18       |
| 47       | 19       | 20       | 21       | 22       | 23       | 24       | 25       |
| 48       | 26       | 27       | 28       | 29       | 30       |          |          |

| Dezember | Dezember | Dezember | Dezember | Dezember | Dezember | Dezember | Dezember |
| Kw       | Mo       | Di       | Mi       | Do       | Fr       | Sa       | So       |
| -------- | -------- | -------- | -------- | -------- | -------- | -------- | -------- |
| 48       |          |          |          |          |          | 1        | 2        |
| 49       | 3        | 4        | 5        | 6        | 7        | 8        | 9        |
| 50       | 10       | 11       | 12       | 13       | 14       | 15       | 16       |
| 51       | 17       | 18       | 19       | 20       | 21       | 22       | 23       |
| 52       | 24       | 25       | 26       | 27       | 28       | 29       | 30       |
| 1        | 31       |          |          |          |          |          |          |

## Ereignisse

### Politik und Weltgeschehen

#### Heiliges Römisches Reich
- 13. Februar: Bei der Erbteilung des ernestinischen Herzogtums Sachsen-Weimar entstehen die Herzogtümer Weimar, Eisenach und Gotha. Herzog Ernst I. wird zum Stammvater des Herzogtums Sachsen-Gotha, Sachsen-Weimar geht an Wilhelm IV., Sachsen-Eisenach an Albrecht. Mit dieser sogenannten Ernestinischen Teilung wird die Aufteilung des ehemaligen ernestinischen Gesamtbesitzes zementiert und ein weiterer wichtiger Schritt auf dem Wege zum Entstehen der Kleinstaaterei in Thüringen gelegt.
- 14. November: Nach dem kinderlosen Tod von Graf Otto V. und dem damit verbundenen Aussterben der Schaumburger kommt es zu jahrelangen Erbstreitigkeiten um die Grafschaft Schaumburg, die letztlich in drei Teile aufgeteilt wird: Die Herrschaft Holstein-Pinneberg fällt an das Herzogtum Holstein und damit an Christian IV. von Dänemark. Der lippische Teil geht an die Grafschaft Lippe, die damit zur Grafschaft Schaumburg-Lippe wird, der hessische Teil wird unter dem fortgeführten Namen Grafschaft Schaumburg in Personalunion mit der Landgrafschaft Hessen-Kassel vereinigt.
- 1. Dezember: Friedrich Wilhelm wird nach dem Tod seines Vaters Georg Wilhelm Kurfürst von Brandenburg. Durch die Folgen des anhaltenden Dreißigjährigen Kriegs betragen die Bevölkerungsverluste der Mark Brandenburg bis zu fünfzig Prozent. Die kurfürstlichen Einnahmen, die ehemals 260.000 Taler betragen haben, belaufen sich noch auf 35.000.
- Der Reichstag in Regensburg beginnt. Er dauert bis 1641.

#### Portugal / Spanien
- 8. August: Die Spanier müssen Arras aufgeben.

In Katalonien bricht ein Aufstand aus. Philipp IV. von Spanien, in Personalunion auch Philipp III. von Portugal, plant, portugiesische Truppen zur Niederschlagung des Aufstands gegen die Katalanen einzusetzen, was in Portugal für Empörung sorgt. Frankreich, der große Widersacher der Habsburger und damit Spaniens, sieht eine Chance, die Spanier zu schwächen, Kardinal Richelieu unterstützt deshalb die Portugiesen und ermuntert den Herzog von Braganza zum Aufstand gegen die Spanier. Die spanische Schwäche nutzend, wird in einem Handstreich in Lissabon die spanische Statthalterin, die Herzogin von Mantua, gestürzt und das Oberhaupt der Familie Braganza, Herzog Johann II. am 15. Dezember als Johann IV. zum König von Portugal ausgerufen. Damit endet die 60-jährige Personalunion zwischen den beiden Ländern. Der Kampf um die Unabhängigkeit dauert allerdings noch bis 1668.

#### Osmanisches Reich

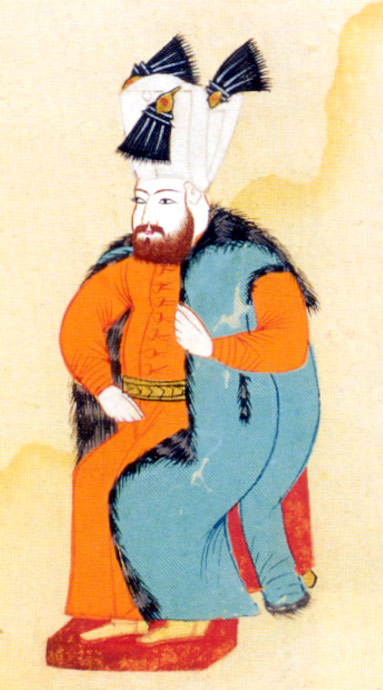
Sultan Ibrahim

- 8. Februar: Murad IV. stirbt mit 29 Jahren wegen seiner Trunksucht, sein Bruder İbrahim wird Sultan des Osmanischen Reiches. Er zögert zunächst, den Thron zu besteigen, weil er an eine Finte seines Bruders, ihn zu töten, glaubt. Erst seine Mutter Kösem kann ihn überreden, sein Gemach zur Thronbesteigung zu verlassen.

#### England / Schottland
- 13. April bis 5. Mai: Kurzes Parlament
- 20. August: Ein schottisches Heer unter den Kommandeuren Leslie und Montrose dringt im zweiten Bischofskrieg in England ein, nachdem König Karl I. gemeinsam mit William Laud, dem Erzbischof von Canterbury, den Schotten eine neue katholische Liturgie aufzwingen wollte.
- 28. August: In der Zeit der Bischofskriege können stärkere schottische Truppen englische Angreifer in der Schlacht von Newburn in die Flucht schlagen. Ihr König Karl I. entschließt sich in der Folge zu einem Friedensangebot.
- 26. Oktober: Der zweite Bischofskrieg wird mit dem Vertrag von Ripon beendet. Der englische König Karl I. muss darin Schottland Zugeständnisse gewähren, die ihm Konflikte mit dem einberufenen Langen Parlament bereiten.
- ab 3. November: Langes Parlament

#### Amerika
- Die bis 1701 dauernden Biberkriege der Irokesen gegen ihre benachbarten Völker beginnen.
- Die niederländische Kolonie Nieuw Nederland unter Gouverneur Willem Kieft führt wegen des Diebstahls von ein paar Schweinen den Schweinekrieg gegen das Volk der Raritan.

#### Asien

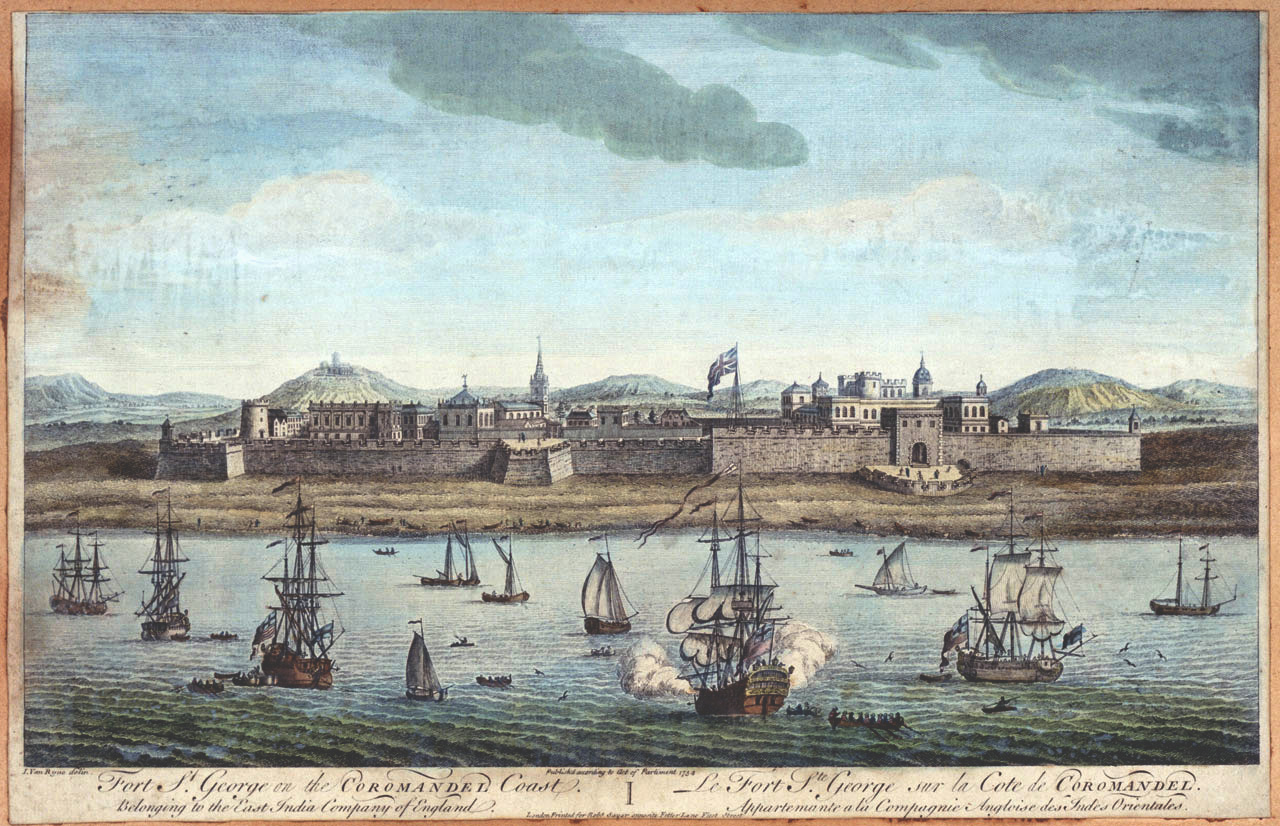
Fort St. George, Madras, im 18. Jh.

- 23. April: In Madras wird das Fort St. George als erstes britisches Fort in Indien eingeweiht. Das Fort wird zum Hauptquartier der Präsidentschaft Madras (offiziell Presidency of Fort St. George), neben Bombay und Bengalen eine von drei Verwaltungseinheiten der Britischen Ostindien-Kompanie. Um das Fort herum entwickelt sich bald eine Siedlung, die zur Keimzelle der Stadt Madras wird.

### Wissenschaft und Technik
- 15. Juli: Die Akademie zu Turku, Vorgängerin der Universität Helsinki, wird als erste Universität in Finnland eröffnet.
- Der Anatom Werner Rolfinck erhält in Jena staatliche Genehmigung Leichen zu sezieren.
- Galileo Galilei entwirft die Pendeluhr. Diese wird aber erst von seinem Sohn Vincenzo gebaut.

### Kultur

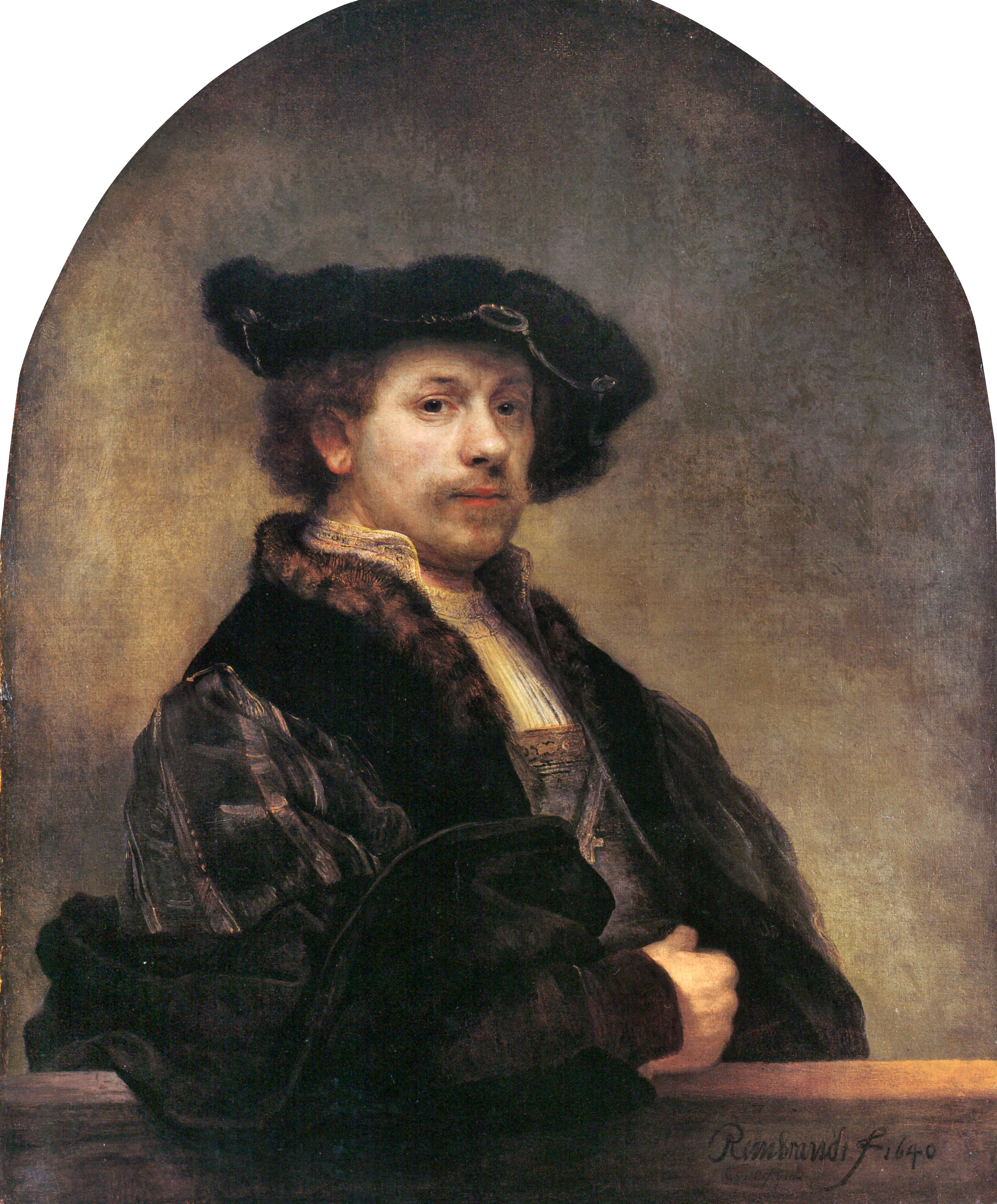
Rembrandt: Selbstporträt

- Rembrandt van Rijn: Selbstporträt

### Religion
- Zwei Jahre nach seinem Tod erscheint das Werk Augustinus, sive doctrina Sti. Augustini de humanae naturae sanitate, aegritudine, medicina adversus pelagianos et massilienses des niederländischen Theologen Cornelius Jansen, mit dem der Jansenismus gegründet wird. Eifrigste Gegner dieser Lehre sind von Anfang an die Jesuiten.
- Giulio Mazarini tritt in Paris in die Dienste von Kardinal Richelieu.

## Historische Karten und Ansichten

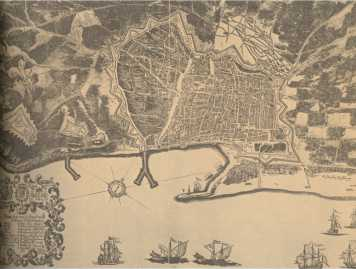
Barcelona 1640
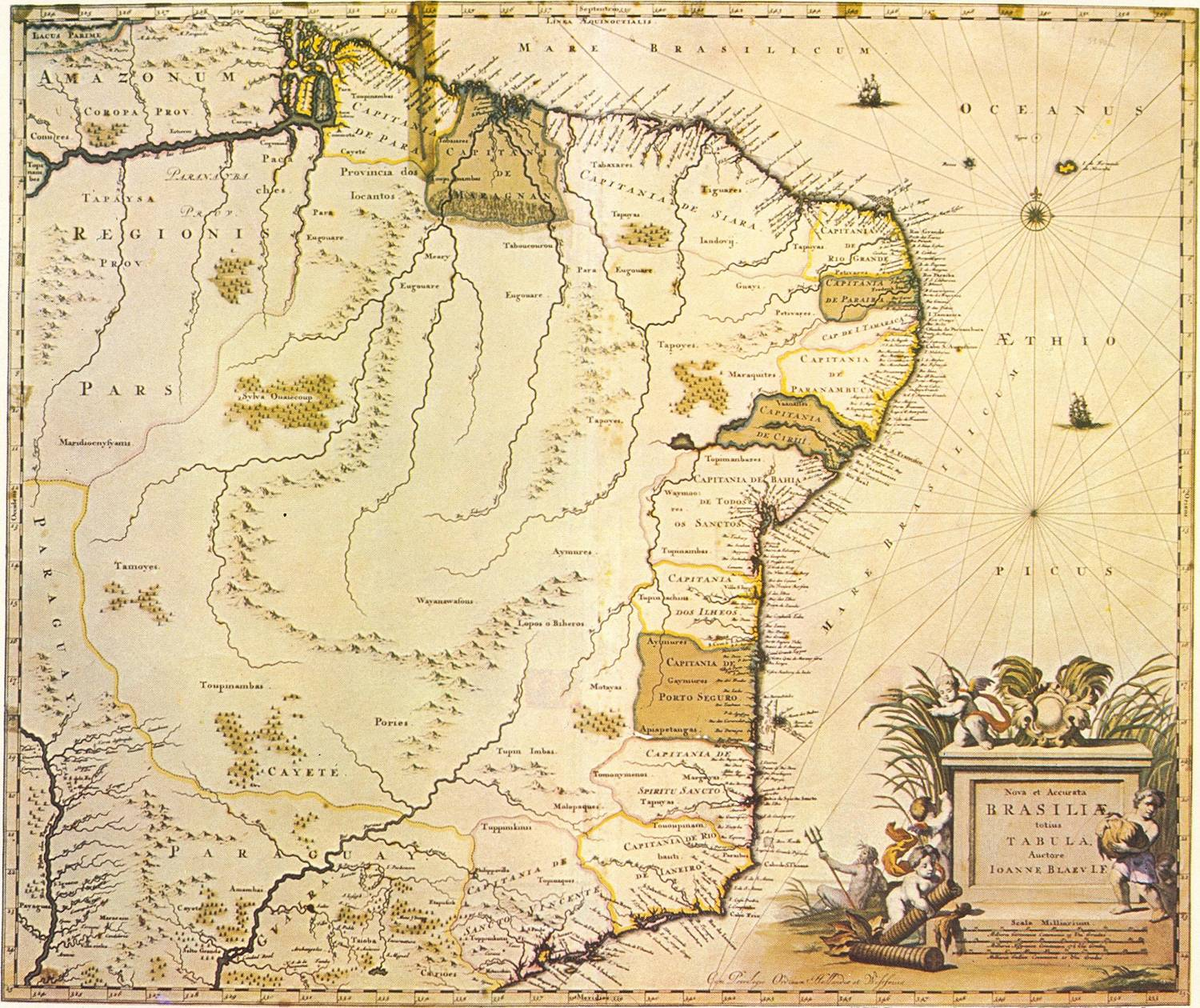
Joan Blaeu: Brasilien 1640
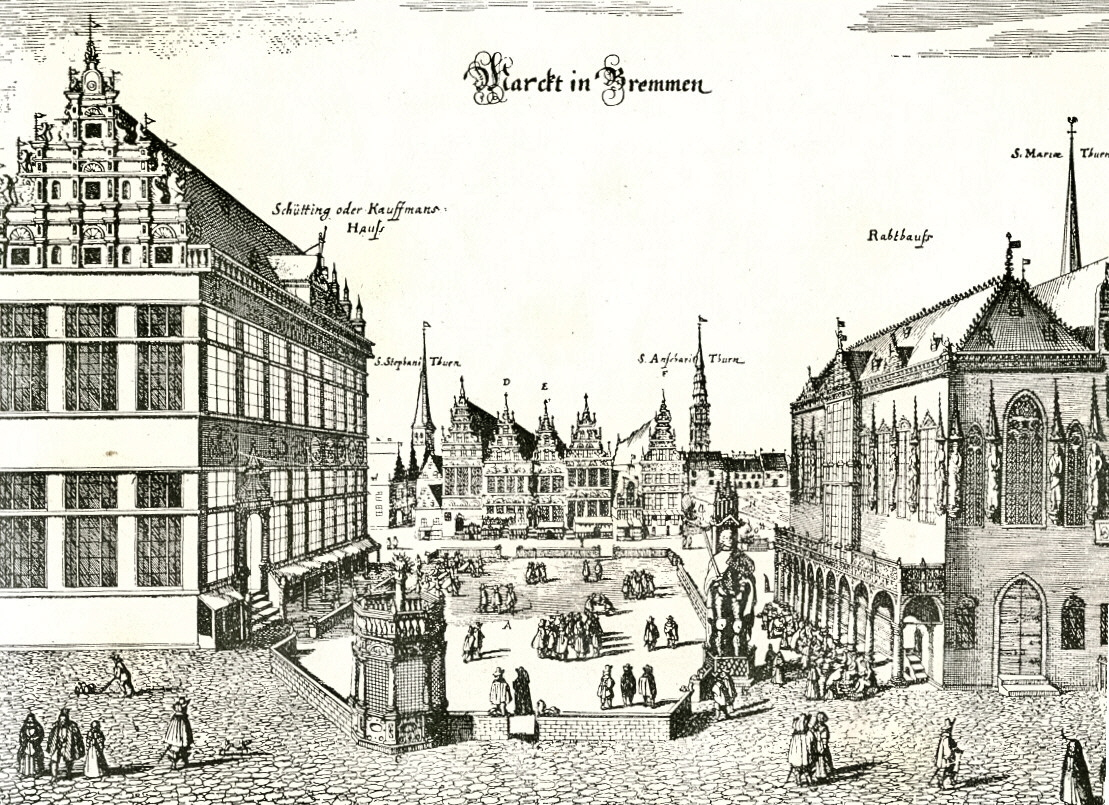
Bremer Marktplatz 1640

## Geboren

### Erstes Halbjahr
- 08. Januar: Elisabeth Dorothea von Sachsen-Gotha-Altenburg, Landgräfin von Hessen-Darmstadt († 1709)
- 23. Januar: Philip Wilhelm von Hornick, Volkswirtschaftler und ein Vertreter des Merkantilismus († 1714)
- 25. Januar: William Cavendish, 1. Duke of Devonshire, englischer Peer und Politiker († 1707)
- 12. Februar: Theodorus Rijcke, niederländischer Historiker und Rhetoriker († 1690)
- 14. Februar: Anna Magdalena von Pfalz-Birkenfeld-Bischweiler, deutsche Adelige († 1693)
- 24. Februar: Michiel ten Hove, Ratspensionär der Staaten von Holland und Westfriesland († 1689)
- 29. Februar: Benjamin Keach englischer baptistischer Evangelist, Pastor, Liederdichter und Autor († 1704)
- 04. April (Taufdatum): Gaspar Sanz, spanischer Komponist und Gitarrist († um 1710)
- 10. April: Magnus Friedrich von Horn, preußischer Generalleutnant und Gouverneur von Geldern († 1712)
- 17. April: Ludmilla Elisabeth von Schwarzburg-Rudolstadt, deutsche Kirchenlieddichterin († 1672)
- 18. April: Stechinelli, Hofbankier der Welfenherzöge († 1694)
- 22. April: Soror Mariana Alcoforado, portugiesische Nonne und Schriftstellerin († 1723)
- 23. April: Johann Christoph Freiherr Adelmann von Adelmannsfelden, Propst der Fürstpropstei Ellwangen († 1687)
- 02. Mai: Christian Donati, deutscher Logiker († 1694)
- 31. Mai: Michael I., König von Polen und Großfürst von Litauen († 1673)

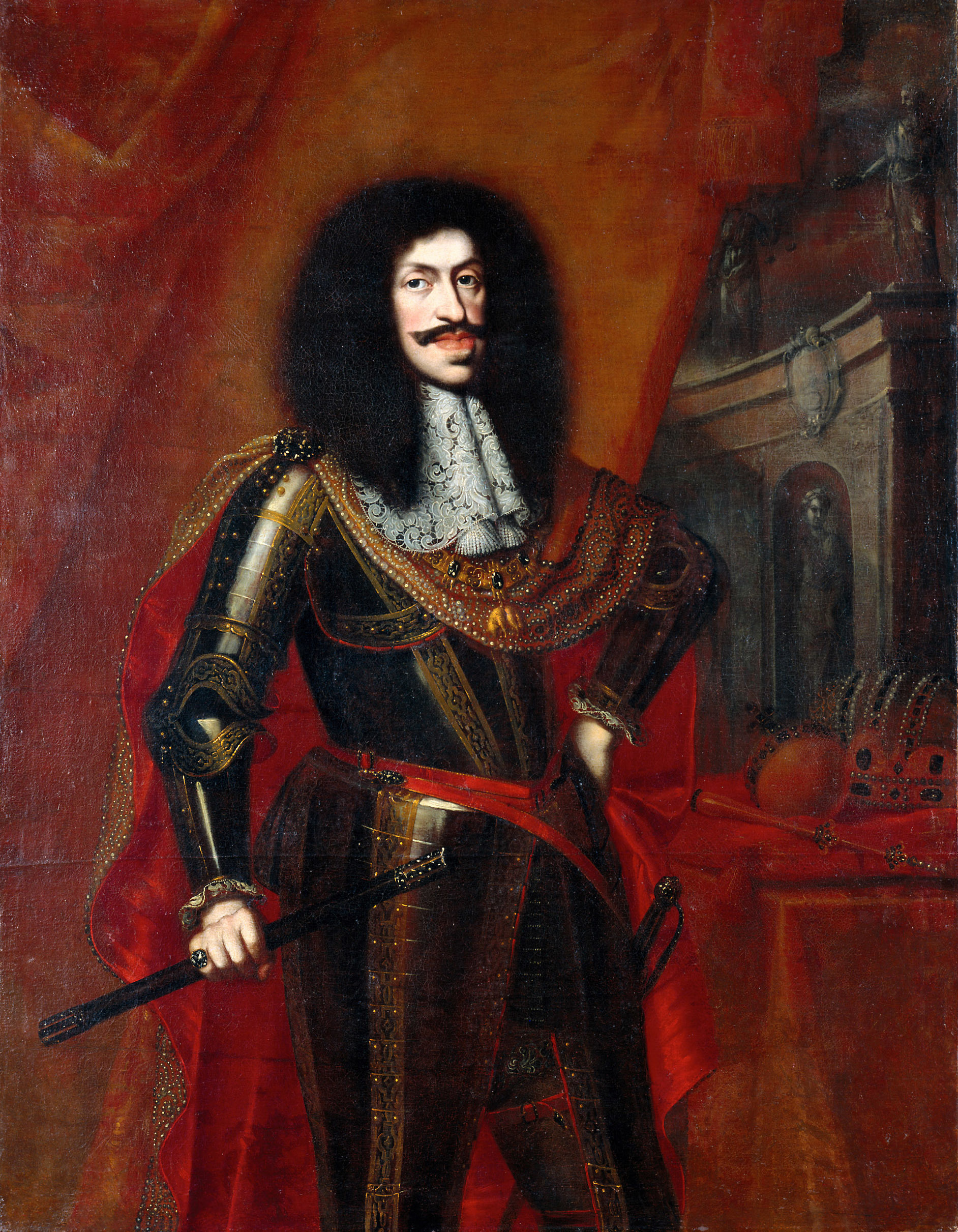
Kaiser Leopold I.

- 09. Juni: Leopold I., Kaiser des Heiligen Römischen Reiches, König von Ungarn, Böhmen, Kroatien und Slawonien († 1705)
- 21. Juni: Abraham Mignon, niederländischer Maler († 1679)

### Zweites Halbjahr
- 10. Juli: Aphra Behn, englische Schriftstellerin († 1689)
- 19. Juli: Peter Müller, deutscher Rechtswissenschaftler († 1696)
- 02. August: Gérard Audran, französischer Kupferstecher († 1703)
- 20. August: Johann Heinrich Hävecker, deutscher Theologe und Histograph († 1722)
- 24. August: Philipp Müller, deutscher lutherischer Theologe († 1713)
- 05. September: Ludwig Ludwig, Abt des Zisterzienserklosters in Ebrach († 1696)
- 07. September: Johann Jacob Schütz, deutscher Jurist und Pietist († 1690)
- 21. September: Philippe I. de Bourbon, Herzog von Orleans, Bruder von Ludwig XIV. († 1701)
- 29. September: Antoine Coysevox, französischer Bildhauer († 1720)
- 05. Oktober: Françoise-Athénaïs de Rochechouart de Mortemart, Marquise de Montespan, Mätresse König Ludwigs XIV. († 1707)
- 11. Oktober: Ludwig Heinrich, Pfalzgraf und Herzog von Simmern-Kaiserslautern († 1674)
- 14. Oktober: Henri Simonis, wallonischer Tuchfabrikant und Gründer der Iwan-Simonis-Billardtuchfabrik († 1725)
- 20. Oktober: Gérard Edelinck, französischer Kupferstecher flämischer Herkunft († 1707)
- 15. November: Nicolaus Adam Strungk, deutscher Komponist († 1700)
- 18. November: Willem de Vlamingh, niederländischer Seefahrer und Entdecker († 1698)
- 22. November: Samuel Stryk, deutscher Jurist († 1710)
- 000November: Barbara Villiers, 1. Duchess of Cleveland, Mätresse von König Karl II. von England († 1709)

### Genaues Geburtsdatum unbekannt
- Filippo Abbiati, italienischer Maler († 1715)
- Samuel Andreae, deutscher Theologe († 1699)
- Jean-Antoine de Mesmes, comte d’Avaux, französischer Diplomat († 1709)
- Matteo Noris,  italienischer Dichter und Opernlibrettist († 1714)
- Benjamin Fletcher, englischer Gouverneur der Provinz New York († 1703)
- Keichū, japanischer buddhistischer Mönch und Literaturwissenschaftler († 1701)
- Johann Hugo von Lente, deutscher Jurist und Diplomat in dänischen Diensten († 1718)
- Georg Ludwig Stäbenhaber, deutscher Bauingenieur und Kartograph († 1708)
- Elias Tillandz, finnischer Botaniker († 1693)
- Thomas Thynne, 1. Viscount Weymouth, englischer Adeliger und Politiker († 1714)

### Geboren um 1640
- Johann Georg Dramburg, deutscher Maler († um 1700)

## Gestorben

### Erstes Halbjahr
- 22. Januar: Erasmus Quellinus I., flämischer Bildhauer (* um 1584)
- 25. Januar: Robert Burton, englischer Schriftsteller (* 1577)
- 28. Januar: Heinrich Matthias von Thurn, einer der Hauptführer des böhmischen Aufstandes (* 1567)
- 08. Februar: Murad IV., Sultan des Osmanischen Reiches (* 1612)
- 12. Februar: Michael Altenburg, deutscher Komponist (* 1584)
- 23. März: Thomas Carew, englischer Dichter (* 1594)
- 24. März: Michiel Pauw, Amsterdamer Regierungsmitglied und Direktor der Niederländischen Westindien-Kompagnie (* 1590)
- 02. April: Paul Fleming, deutscher Arzt und Schriftsteller (* 1609)
- 10. April: Agostino Agazzari, italienischer Komponist und Musiktheoretiker (* 1578)
- 16. April: Charlotte Flandrina von Oranien-Nassau, niederländische Prinzessin, Äbtissin von Sainte-Croix (* 1579)
- 24. April: Hans Hillger, kurfürstlich-sächsischer Büchsen- und Glockengießer, Dresdner Ratsherr und Bürgermeister (* 1567)
- 05. Mai: Otto Brüggemann, deutscher Kaufmann  (* 1600)
- 07. Mai: Heinrich von Ryssel, Leipziger Ratsmitglied und Handelsmann (* 1594)
- 09. Mai: Peter Theodoricus, deutscher Rechtswissenschaftler (* 1580)
- 19. Mai: Karl Johann Franz von Bayern, Prinz von Bayern (* 1618)

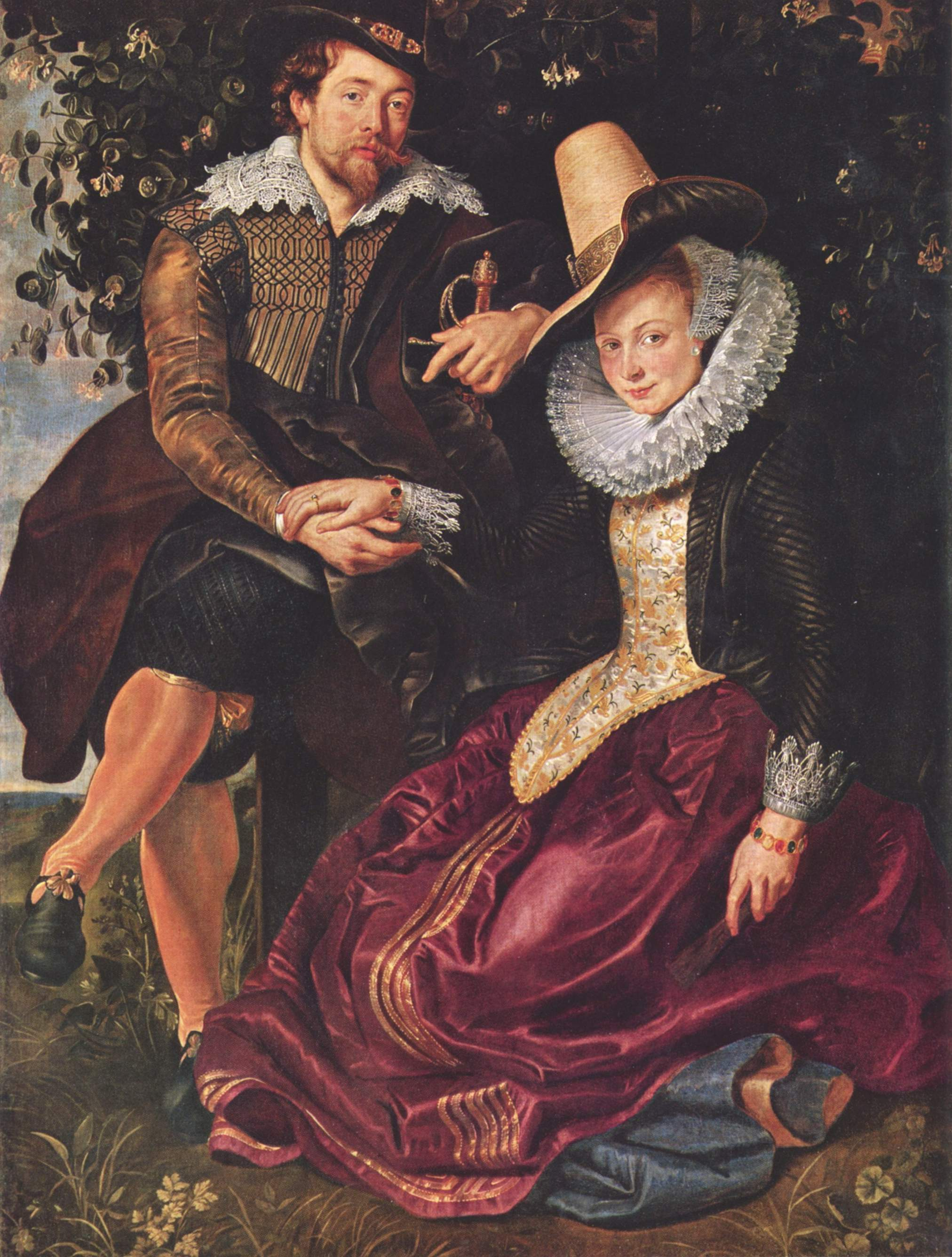
Peter Paul Rubens mit seiner ersten Frau Isabella

- 30. Mai: Peter Paul Rubens, flämischer Maler (* 1577)
- 03. Juni: Theophilus Howard, 2. Earl of Suffolk, englischer Adeliger und Politiker (* 1584)
- 06. Juni: Ortolph Fomann der Jüngere, deutscher Historiker und Rechtswissenschaftler (* 1598)
- 25. Juni: Anton Nesen, deutscher Rechtswissenschaftler (* 1582)
- 29. Juni: John Adson, englischer Komponist und Zinkenist (* um 1587)

### Zweites Halbjahr
- 03. Juli: Giuseppe Cesari gen. Cavalier d’Arpino, italienischer Maler (* 1568)
- 13. Juli: Heinrich Casimir I., Graf von Nassau-Dietz, Statthalter von Friesland, Groningen und Drenthe (* 1612)
- 15. Juli: Åke Tott, schwedischer Feldherr und Politiker (* 1598)
- 25. Juli: Francisco Laso de la Vega, spanischer Offizier und Gouverneur von Chile (* 1586)
- 17. August: Wilhelm Kettler, Herzog von Kurland (* 1574)
- 22. August: Wilhelm Ludwig, Graf von Nassau-Saarbrücken (* 1590)
- 21. September: Ludolf von Münchhausen, Privatgelehrter (* 1570)
- 25. September: Philipp Karl von Arenberg, Fürst von Arenberg und Herzog von Aarschot (* 1587)
- 30. September: Charles de Lorraine, Herzog von Guise (* 1571)
- 30. September: Jacopo da Empoli, italienischer Maler (* 1551)
- 06. Oktober: Wolrad IV., Graf von Waldeck (* 1588)
- 26. Oktober: Pietro Tacca, italienischer Architekt, Bildhauer und Bronzegießer (* 1577)
- 14. November: Christian von Hessen-Kassel, landgräflicher Prinz, schwedischer Obrist (* 1622)
- 15. November: Balthasar Walther, deutscher Philologe und lutherischer Theologe (* 1586)
- 19. November: Christoph Radziwiłł, Feld- bzw. Großhetman von Litauen und Reichsfürst des Heiligen Römischen Reiches (* 1585)
- 26. November: Pellegro Piola, italienischer Maler (* 1617)
- 28. November: Leonhard von Götz, Bischof von Lavant (* um 1561)
- 01. Dezember: Georg Wilhelm, Kurfürst von Brandenburg (* 1595)
- 23. Dezember: Levin von der Schulenburg, Landrat im Fürstentum Anhalt (* 1581)
- 31. Dezember: Ernst Christoph, Graf von Rietberg (* 1606)

### Genaues Todesdatum unbekannt
- Claudio Achillini, italienischer Philosoph, Theologe, Jurist, Mathematiker, Dichter und Librettist (* 1574)
- John Atherton, englischer Bischof (* 1598)
- Francesca Caccini, italienische Sängerin und Komponistin (* 1587)
- Hendrick Cornelisz. Vroom, niederländischer Maler und Zeichner (* 1563)